# Jacob Katz
Pour les articles homonymes, voir Katz.
 (octobre 2017).
Si vous disposez d'ouvrages ou d'articles de référence ou si vous connaissez des sites web de qualité traitant du thème abordé ici, merci de compléter l'article en donnant les références utiles à sa vérifiabilité et en les liant à la section « Notes et références ».
Jacob Katz, né le 15 novembre 1904 à Magyargencs en Hongrie et mort le 20 mai 1998 en Israël est un historien et essayiste hongrois  d'origine juive devenu israélien.

## Publications
- "Der Orden der Asiatischen Brüder", in: Ders.: Zwischen Messianismus und Zionismus. Zur jüdischen Sozialgeschichte. Frankfurt am Main: Jüdischer Verlag 1993, S. 78f.
- Jewish Emancipation and Self-Emancipation.Contributors: Jacob Katz - Author. Publisher: Jewish Publication Society. Place of publication: Philadelphia. Publication year: 1986.
- Tradition and Crisis: Jewish Society at the End of the Middle Ages.
- From Prejudice to Destruction: Anti-Semitism, 1700-1933.
- Exclusiveness and Tolerance: Studies in Jewish-Gentile Relations in Medieval and Modern Times. Edition française: Exclusion et tolérance, Chrétiens et Juifs du Moyen Âge à l'Ère des Lumières, Paris, Lieu Commun, 1987.
- The Darker Side of Genius.
- Out of the Ghetto: The Social Background of Jewish Emancipation, 1770-1870. Édition française : Hors du ghetto : 1770-1870, Paris, Hachette, 1984.
- The "Shabbes Goy".
- A House Divided: Orthodoxy and Schism in Nineteenth-Century Central European Jewry.
- Jews and Freemasons in Europe 1723-1939, Harvard University Press, 1970. Édition française : Juifs et francs-maçons en Europe (1723-1939), Paris, Le Cerf, 1995. Réédition poche, Paris, CNRS, collection Biblis, 2011.